# Isachne brassii
Isachne brassii är en gräsart som beskrevs av Albert Spear Hitchcock. Isachne brassii ingår i släktet Isachne och familjen gräs. Inga underarter finns listade i Catalogue of Life.